# Ерель (Німеччина)
Ерель (нім. Oerel) — громада в Німеччині, розташована в землі Нижня Саксонія. Входить до складу району Ротенбург-на-Вюмме. Складова частина об'єднання громад Гестеквелле.
Площа — 33,70 км2. Населення становить 1860 ос. (станом на 31 грудня 2021).